# الفبای جدید تای لو
الفبای جدید تای لو (انگلیسی: New Tai Lue alphabet) که همچنین با نام Xishuangbanna Dai یا تای لو ساده شده شناخته می‌شود، الفبای استفاده شده برای زبان تای لو است.